# Krążownik przeciwlotniczy
Krążownik przeciwlotniczy – historyczna klasa dużych okrętów artyleryjskich, podklasa krążowników lekkich, których przeznaczeniem była ochrona zespołów okrętów przed atakami lotnictwa. Odpowiadały konstrukcją krążownikom lekkim, lecz były uzbrojone w działa uniwersalne, zazwyczaj mniejszego kalibru (102–133 mm). Były tworzone przez przebudowę starych krążowników lub budowane od podstaw. Pojawiły się bezpośrednio przed II wojną światową, podczas której były najintensywniej budowane i używane. 

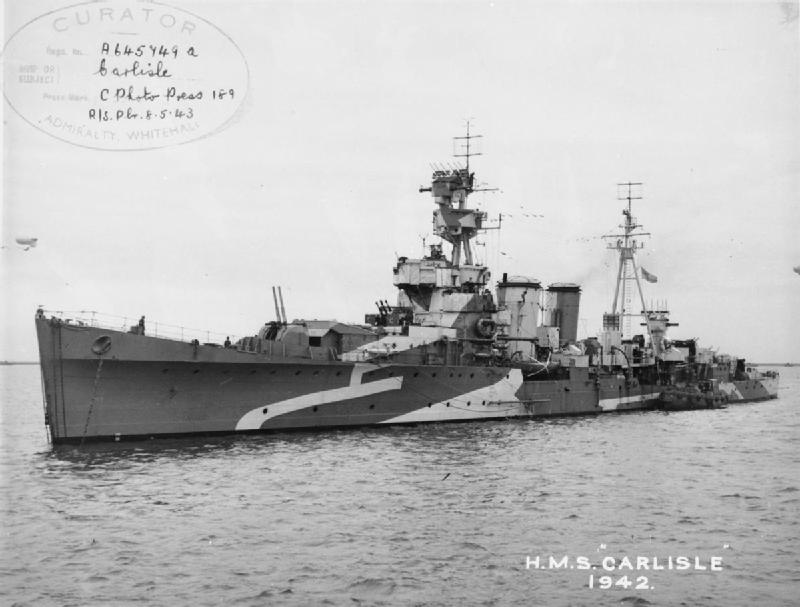
Przebudowany krążownik przeciwlotniczy HMS "Carlisle" (widoczne uniesione armaty przeciwlotnicze 102 mm Mk XVI i 40 mm na dziobie)

## Początki klasy - okręty alianckie
Klasa ta powstała pod koniec lat 30. XX wieku, kiedy zaczęto zdawać sobie sprawę z zagrożenia, jakie stwarzało dla okrętów lotnictwo. Pierwsze krążowniki przeciwlotnicze powstały w 1936 roku przez eksperymentalną przebudowę dwóch starych brytyjskich krążowników lekkich typu C – "Coventry" i "Curlew", pochodzących z okresu I wojny światowej. Zamiast dotychczasowych 5 pojedynczych dział kalibru 152 mm, zamontowano 8 dział uniwersalnych (przystosowanych dzięki dużemu kątowi podniesienia do zwalczania celów nawodnych i powietrznych) kaliber 102 mm oraz 16 działek przeciwlotniczych 40 mm (sprzężonych po 8). Wybór krążowników jako okrętów bazowych spowodowany był tym, że odpowiednio silne uzbrojenie przeciwlotnicze i przyrządy do kierowania jego ogniem można było umieścić dopiero na okręcie tej wielkości. Po zachęcających wynikach prób, w latach 1940-42 przebudowano 6 dalszych okrętów tego typu i 1 typu D (HMS "Delhi"), a także holenderski "Jacob van Heemskerck". Oprócz uzbrojenia przeciwlotniczego, krążowniki przeciwlotnicze wyposażane były także w odpowiedni system kierowania ogniem artylerii, zwykle połączony z radarami.
Jedynymi typami okrętów okresu II wojny światowej budowanymi od podstaw jako krążowniki przeciwlotnicze były brytyjski typ Dido z 1940 i amerykański Atlanta z 1941. Oba te typy miały trzy dziobowe wieże artylerii ustawione nietypowo – w trzech "schodkowych" poziomach. Typ Dido, przy wyporności 5450 ton, miał być uzbrojony w 10 dział uniwersalnych kaliber 133 mm, lecz z powodu braków wojennych część okrętów otrzymała jedynie 8 dział, a dwa z nich – 8 dział 114 mm. Ponadto, okręty te uzbrojone były w działka 40 mm i 6 wyrzutni torpedowych.

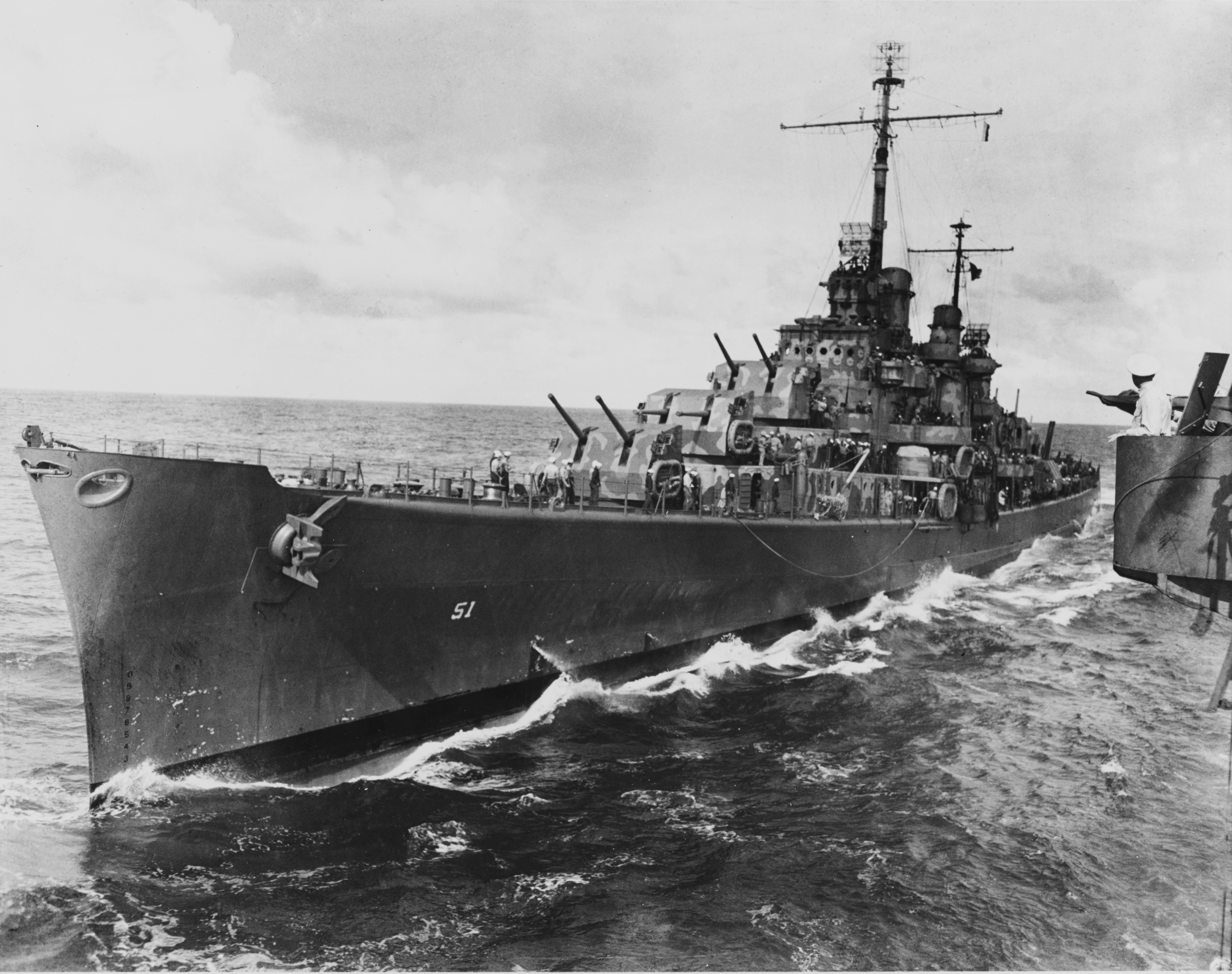
USS "Atlanta"

Typ Atlanta był uzbrojony aż w 16 dział 127 mm w dwulufowych wieżach. W drugiej serii (typ Oakland) liczbę dział zredukowano do 12, a wzmocnieniu uległa artyleria małokalibrowa 40 mm i 20 mm. 
Krążowniki typów Dido i Atlanta miały wymiary i opancerzenie odpowiadające małym krążownikom lekkim. Ich przeznaczeniem jednak w założeniu nie była walka z okrętami wroga, chociaż w praktyce do tego też były używane. Brytyjskie krążowniki przeciwlotnicze działały aktywnie podczas II wojny światowej, przede wszystkim na Morzu Śródziemnym, odnosząc spore straty - głównie zadane przez okręty podwodne, lecz także przez lotnictwo. Jedyne dwa amerykańskie utracone okręty tego typu (USS "Atlanta" i USS "Juneau") zatopione zostały w bitwie pod Guadalcanalem w wyniku uszkodzeń odniesionych w starciach z okrętami nawodnymi i okrętem podwodnym.
Ponadto, podczas wojny Brytyjczycy przebudowali 8 statków handlowych na okręty, które można określić jako pomocnicze krążowniki przeciwlotnicze, używane do osłony konwojów. Ich uzbrojenie stanowiło 6-8 dział uniwersalnych 102 mm w podwójnych stanowiskach Mk XIX i działka małokalibrowe. Warto zauważyć, że również polski duży niszczyciel ORP "Błyskawica" po przezbrojeniu w Wielkiej Brytanii otrzymał zestaw uzbrojenia odpowiadający krążownikom przeciwlotniczym typu C (8 dział 102 mm), z wyjątkiem armat małokalibrowych.

## Okręty państw osi
Japonia wprowadziła do służby tylko jeden okręt tej klasy – przebudowany stary krążownik "Isuzu", uzbrojony w 6 dział 127 mm. Z kolei Niemcy, nie mając potrzeb w zakresie ochrony zespołów okrętów, przebudowali jedynie kilka zdobytych w Holandii, Norwegii i Danii starych krążowników i pancerników przybrzeżnych na okręty obrony przeciwlotniczej służące do ochrony baz morskich; część z nich nie miała nawet sprawnego napędu, służąc jako pływające, holowane baterie przeciwlotnicze. Włochy, pomimo planów, nie ukończyły przebudowy swoich okrętów na krążowniki przeciwlotnicze.
Warto zauważyć, że Japonia zbudowała podczas wojny serię wielkich niszczycieli typu Akizuki, uzbrojonych w 8 dział kalibru 100 mm i wyspecjalizowany system kierowania ogniem i będących mniejszymi odpowiednikami krążowników przeciwlotniczych.

## Okręty powojenne - zmierzch klasy
Po II wojnie światowej klasa wyspecjalizowanych krążowników przeciwlotniczych szybko w praktyce zanikła, co zbiegło się ze zmierzchem klasy krążowników o uzbrojeniu artyleryjskim. Nowo budowane lub wykańczane po wojnie krążowniki lekkie z reguły były już wyposażane w artylerię uniwersalną kalibru 152 mm, nie będąc jednak wyspecjalizowanymi krążownikami przeciwlotniczymi (np. szwedzkie krążowniki lekkie typu Tre Kronor, brytyjskie typu Tiger, holenderskie typu De Zeven Provinciën). Najsilniej uzbrojone – w 12 szybkostrzelnych automatycznych dział uniwersalnych 152 mm, kierowanych radarem, były dwa zaprojektowane i rozpoczęte jeszcze podczas wojny, ukończone w latach 1948-49 amerykańskie okręty typu Worcester. Uzbrojenie wymienionych okrętów kalibrem nie odbiegało już od krążowników lekkich. Jedynymi ukończonymi powojennymi krążownikami typowo przeciwlotniczymi były francuskie "De Grasse" i "Colbert", ukończone w 1956 i 1959 roku, uzbrojone w 16 dział 127 mm i 20 dział 57 mm; przy tym "Colbert" był jedynym nowo zbudowanym okrętem tej klasy po wojnie. Na przeciwlotniczy przebudowano jeszcze ponadto stary hiszpański krążownik lekki "Méndez Núñez", z ośmioma armatami kalibru 120 mm. W związku jednak ze wzrostem osiągów samolotów w latach 50. i pojawieniem się nowej skutecznej broni – przeciwlotniczych pocisków rakietowych, klasyczna artyleria przeciwlotnicza nie była już wówczas skuteczna przeciwko samolotom i krążowniki przeciwlotnicze podzieliły los innych okrętów o uzbrojeniu artyleryjskim, zanikając jako klasa.
W pewnym sensie odpowiednikami dawnych krążowników przeciwlotniczych są m.in. amerykańskie współczesne krążowniki rakietowe typu Ticonderoga, które, będąc uniwersalnymi okrętami rakietowymi, są szczególnie przystosowane do wykrywania i zwalczania samolotów, działając w składzie ochrony lotniskowców.